# Ocean breeze (cocktail)
Pour les articles homonymes, voir Ocean Breeze.
Ocean breeze (brise d'océan en anglais) est un cocktail à base de rhum, d'amaretto, de curaçao bleu, et de jus d'ananas.

## Historique
Ce cocktail rafraîchissant, variante des Blue Lagoon, Blue Hawaii, Blue lady, Ti-punch, Mojito..., est inspiré de l'ambiance et de la couleur estivale turquoise tropicale des plages de la mer des Caraïbes, et des océans. 

## Recette
- 1 mesure de rhum blanc
- 1 mesure d'amaretto
- 1/2 mesure de curaçao bleu
- 1/2 mesure de jus d'ananas
- Verser le tout dans un shaker sur de la glace pilée, secouer vigoureusement
- Servir dans un verre long Tumbler glacé, complété à volonté d’eau gazeuse
- Décoration : grains de myrtille, branche de menthe.

## Anecdote
Le Ocean breeze est également un des anciens noms du Basrah Breeze, yacht de luxe de l'ancien président de la République d'Irak Saddam Hussein (1937-2006). 